# Star Academy (programa de televisió)
|  | Per a altres significats, vegeu «Star Academy». |

Star Academy és un concurs en format reality show, produïda per Endemol i retransmesa a més de 50 països sota noms diferents, que pretén formar cantants de música comercial i en el que una sèrie de concursants demostren setmana rere setmana les seves capacitats com a cantants en una gala en directe. Cada setmana un dels concursants és eliminat pel jurat, fins i tot arribar sis d'ells a la final en la qual segons les normes tres d'ells obtindrien una carrera discogràfica. Les expulsions es produeixen quan dos concursants han estat nomenats. A la gala següent, el públic ha de votar, i aquests vots són els que decideixen qui segueix en l'acadèmia.

## Star Academy al món
| País              | Nom / Web oficial | Canal | Guanyadors |
| ----------------- | --- | --- | --- |
| · Àfrica          | Project Fame Web Oficial Arxivat 2005-09-06 a Wayback Machine.                                                                    | M-Net Africa | 1a Edició, 2004: Lindiwe Alam (Zambia) |
| · Àfrica de l'Est | Tusker Project Fame Web Oficial Arxivat 2008-02-07 a Wayback Machine.                                                             | M-Net Africa NTV (Kenya, 2006) Citizen TV (Kenya, 2008) Channel 10 (Tanzània, 2006) StarTV (Tanzània, 2008) UBC (Uganda, 2006) WBS (Uganda, 2008) | 1a Edició, 2006: Valerie Kimani (Kenya) 2a Edició, 2008: Esther Nabaasa Mugizi (Uganda) |
| · África del Oest | Project Fame Web Oficial | NTA | 1a Edició, 2008: Emetent-se |
| Alemanya          | Fame Academy Web Oficial | RTL II | 1a Edició, 2003-04: Become One |
| Argentina         | Operación Triunfo Web Oficial Arxivat 2007-10-06 a Wayback Machine.                                                               | Telefe | 1a Edició, 2003: Claudio Basso 2a Edició, 2004-05: José García 3a Edició, 2005-06: Benjamin Rosales 4a Edició, 2009: Cristian Soloa |
| Bèlgica           | Star Academy Web Oficial | RTL-TVi (2003) KanaalTwee (2005) | 1ª Edició, 2002: Mélanie Martin's 2ª Edició, 2005: Katerine Agvoustakis |
| Brasil            | FAMA Web Oficial | TV Globo | 1a Edició, 2002: Vanessa Jackson 2a Edició, 2003: Marcus Vinícius 3a Edició, 2004: Tiago Silva 4a Edició, 2005: Fabio Souza |
| Bulgària          | Star Academy Web Oficial Arxivat 2006-12-05 a Wayback Machine.                                                                    | Nova Television | 1a Edició, 2005: Marin Yonchev |
| Canadà            | Star Académie Web Oficial | TVA | 1a Edició, 2003: Wilfred Le Bouthillier 2a Edició, 2004: Stéphanie Lapointe 3a Edició, 2005: Marc-André Fortin 4a Edició, 2009: Pròximament |
| Xile              | Operación Triunfo Web Oficial Arxivat 2003-08-04 a Wayback Machine.                                                               | MEGA | 1a Edició, 2003: Mónica Rodríguez |
| Espanya           | Operación Triunfo Web Oficial Arxivat 2008-05-09 a Wayback Machine. Web Oficial Arxivat 2009-06-27 a Wayback Machine.             | TVE 1 (2001-2004) Telecinco (2005-2011) TVE 1 (2017-Actualitat) YouTube (24h) (2017-Actualitat)                                                   | 1a Edició, 2001-02: Rosa López 2a Edició, 2002-03: Ainhoa Cantalapiedra 3a Edició, 2003-04: Vicent Seguí Porres 4a Edició, 2005: Sergio Rivero 5a Edició, 2006-07: Lorena Gómez 6a Edició, 2008: Virginia Maestro 7a Edició, 2009-10: Mario Álvarez 8a Edició, 2011: Nahuel Sachak 9a Edició, 2017: Amaia Romero 10a Edició, 2018: Famous Oberogo 11a Edició, 2020: En emissió |
| Estats Units      | The One: Making a Music Star Web Oficial                                                                                          | ABC CBC Television (Canadà) | 1a Edició, 2006: Cancel·lat |
| Filipines         | Pinoy Dream Academy Web Oficial                                                                                                   | ABS-CBN | 1a Edició, 2006: Yeng Constantino 2a Edició, 2008: Laarni Losala |
| França            | Star Academy Web Oficial | TF1 | 1ª Edició, 2001-02: Jenifer Bartoli 2ª Edició, 2002: Nolwenn Leroy 3ª Edició, 2003: Elodie Frégé 4ª Edició, 2004: Grégory Lemarchal 5ª Edició, 2005: Magalie Vaé 6ª Edició, 2006: Cyril Cinelu 7ª Edició, 2007-08: Quentin Mosimann 8ª Edició, 2008: Mickels Réa |
| Geòrgia           | ვარსკვლავების აკადემია (Star Academy) Web Oficial                                                                                 | Rustavi 2 | 1ª Edició, 2008: Dimitri Lagvilava, "Dito" |
| Grècia            | Fame Story Web Oficial Arxivat 2008-09-25 a Wayback Machine.                                                                      | ANT1 | 1ª Edició, 2002-03: Notis Stafianakis 2ª Edició, 2004: Kalomoira Sarantis 3ª Edició, 2004-05: Periklis Stergianoudis 4ª Edició, 2006-07: Leonidas Balafas |
| Països Baixos     | StarMaker Web Oficial Arxivat 2009-01-14 a Wayback Machine.                                                                       | Yorin | 1ª Edició, 2001: Sita Vermeulen |
| Índia             | Fame Gurukul Web Oficial Arxivat 2013-01-04 at Archive.is                                                                         | Sony Entertainment Television | 1ª Edició, 2005: Qazi Touqeer & Ruprekha Banerjee |
| Índia             | Celebrity Fame Gurukul Web Oficial Arxivat 2008-09-07 a Wayback Machine.                                                          | Sony Entertainment Television | 1ª Edició, 2005: Amit Sareen |
| Itàlia            | Operazione Trionfo Web Oficial Arxivat 2005-11-22 a Wayback Machine.                                                              | Italia 1 | 1ª Edició, 2002: Bruno Cuomo |
| · Magrib          | Star Academy Web Oficial Arxivat 2006-08-22 a Wayback Machine.                                                                    | Nessma TV | 1ª Edición, 2007: Hagar Adnane (Marroc) |
| Mèxic             | Operación Triunfo Web Oficial Arxivat 2008-09-05 a Wayback Machine.                                                               | Televisa | 1ª Edició, 2002: Darina Márquez |
| · Orient Pròxim   | Star Academy Web Oficial | LBC | 1ª Edició, 2003-04: Mohamed Attia (Egipte) 2ª Edició, 2004-05: Hisham Abdulrahman (Aràbia Saudita) 3ª Edició, 2005-06: Joseph Attieh (Líban) 4ª Edició, 2006-07: Shada Hassoun (Iraq) 5ª Edició, 2008: Nader Quirat (Tunísia) |
| Portugal          | Operaçāo Triunfo Web Oficial Arxivat 2008-03-16 a Wayback Machine.                                                                | RTP | 1ª Edició, 2003: Sofía Barbosa 2ª Edició, 2003-04: Sofía Vitôria 3ª Edició, 2007-08: Vânia Fernandes |
| Polònia           | Fabryka Gwiazd Web Oficial Arxivat 2008-07-26 a Wayback Machine.                                                                  | Polsat | 1ª Edició, 2008: Emetent-se |
| Regne Unit        | Fame Academy Web Oficial | BBC One | 1ª Edició, 2002: David Sneddon 2ª Edició, 2003: Alex Parks |
| Regne Unit        | Comic Relief Does Fame Acedemy | BBC One | 1ª Edició, 2003: Will Mellor 2ª Edició, 2005: Edith Bowman 3ª Edició, 2007: Tara Palmer-Tomkinson |
| Regne Unit        | Fame Acedemy Bursary Web Oficial                                                                                                  | BBC One | 1ª Edició, 2003: Daniel Allinson 2ª Edició, 2004: Daniel Powell 3ª Edició, 2005: David Rimbault 4ª Edició, 2006: Shona Kipling 5ª Edició, 2007: Vishal Gopal |
| Romania           | Star Factory Web Oficial Arxivat 2006-04-22 a Wayback Machine.                                                                    | Prima TV | 1ª Edició, 2003: Alex |
| Rússia            | Фабрика Звезд (Fabrika Zvezd) Web Oficial Arxivat 2005-04-03 a Wayback Machine.                                                   | ORT | 1ª Edició, 2002: Pasha Artemyev 2ª Edició, 2003: Polina Gagarina 3ª Edició, 2003: Nikita Malinin 4ª Edició, 2004: Irina Dubzova 5ª Edició, 2004: Victoria Daineko 6ª Edició, 2006: Dmitriy Koldun 7ª Edició, 2007: Anastacia Prihodko |
| Turquia           | Akademi Türkiye (2004) Star Akademi Türkiye (2008) Web Oficial Arxivat 2006-04-06 a Wayback Machine.                              | ATV (2004) Kanal 1 (2008) | 1ª Edició, 2004: Barış Akarsu 2ª Edició, 2008: Bahadir Sağlam |
| Ucraïna           | Фабрика Зірок (Fabryka Zirok) Web Oficial Arxivat 2008-01-31 a Wayback Machine. Web Oficial Arxivat 2009-03-21 a Wayback Machine. | Novy TV | 1ª Edició, 2007: Olga Cybulski 2ª Edició, 2008: Emitiéndose |
| · Iugoslàvia      | Operacija Trijumf Web Oficial Arxivat 2008-10-19 a Wayback Machine. Web Oficial Arxivat 2009-02-20 a Wayback Machine.             | RTRS (Bòsnia i Hercegovina) Nova TV (Croàcia) A1 (Macedònia) TV In (Montenegro) B92 (Sèrbia)                                                      | 1ª Edició, 2008: Emetent-se |

## Altres adaptacions
- Factor X, creat per la productora FremantleMedia.
  - Països: Aràbia Saudita, Austràlia, Bèlgica, Colòmbia, Dinamarca, Egipte, Espanya, Finlàndia, Països Baixos, Iraq, Islàndia, Itàlia, Jordània, Kazakhstan, Kuwait, Marroc, Oman, República Txeca, el Regne Unit, Rússia, Somàlia, Síria, Tunísia.

- Idols, creat per la productora FremantleMedia.
  - Països: Alemanya, Aràbia Saudita, Algèria, Argentina, Armènia, Austràlia, Bahrein, Benín, Bèlgica, Botswana, Brasil, Bulgària, Burkina Faso, Burundi, Cap Verd, Canadà, Xile, Colòmbia, Comoros, Costa d'Ivori, Croàcia, Dinamarca, Equador, Egipte, El Salvador, Emirats Àrabs Units, Eritrea, Eslovàquia, els Estats Units, Estònia, Etiòpia, Filipines, Finlàndia, França, Gàmbia, Ghana, Grècia, Guinea, Guinea Bissau, Països Baixos, Índia, Indonèsia, Iraq, Islàndia, Jordània, Kazakhstan, Kenya, Kuwait, Lesotho, Líban, Libèria, Líbia, Madagascar, Malàisia, Malawi, Mali, Malta, Marroc, Mauritània, Mèxic, Níger, Montenegro, Moçambic, Namíbia, Nigèria, Noruega, Nova Zelanda, Oman, Pakistan, Palestina, Polònia, Portugal, Puerto Rico, Qatar, Regne Unit, la República Txeca, Rússia, Ruanda, Santa Helena, Senegal, Sèrbia, Seychelles, Sierra Leone, Singapur, Síria, Somàlia, Swaziland, Sud-àfrica, Sudan, Suècia, Tanzània, Togo, Turquia, Tunísia, Uganda, Veneçuela, Vietnam, Iemen, Djibouti, Zàmbia, Zimbàbue.

- La Academia Azteca, creat per la productora Nostromo Productions.
  - Països: Azerbaidjan, Estats Units, Indonèsia, Malàisia, Mèxic, Tailàndia.

- Popstars, creat per la productora FremantleMedia.
  - Països: Alemanya, Argentina, Austràlia, Bèlgica, Brasil, Canadà, Colòmbia, Dinamarca, Equador, Eslovènia, Espanya, Estats Units, Filipines, Finlàndia, França, Grècia, Països Baixos, Índia, Indonèsia, Irlanda, Itàlia, Malàisia, Mèxic, Noruega, Nova Zelanda, Portugal, el Regne Unit, Romania, Rússia, Sud-àfrica, Suècia, Suïssa, Turquia.

- Protagonistas de la música, és el format musical de Protagonistes de novel·la.
  - Països: Xile, Estats Units, Països Baixos, Portugal.

## Filmografia
- OT: La película, pel·lícula que va sortir el 2002, després de la conclusió de la primera edició a Espanya. A la pel·lícula apaecen la vivències dels concursants de la primera edició a través de la gira que van realitzar per tot el país.
- American Dreamz, pel·lícula de 2006 basada en aquest concurs dirigida per Paul Weitz i protagonitzada per Hugh Grant.